# غلوريا (مغنية)
غلوريا (بالبلغارية: Глория)‏ هي مغنية بلغارية، ولدت في 28 يونيو 1973 في روسه في بلغاريا.

## وصلات خارجية
- الموقع الرسمي
- غلوريا على موقع ميوزك برينز (الإنجليزية)
- غلوريا على موقع ميوزك برينز (الإنجليزية)
- غلوريا على موقع ديسكوغز (الإنجليزية)